# بانیکا

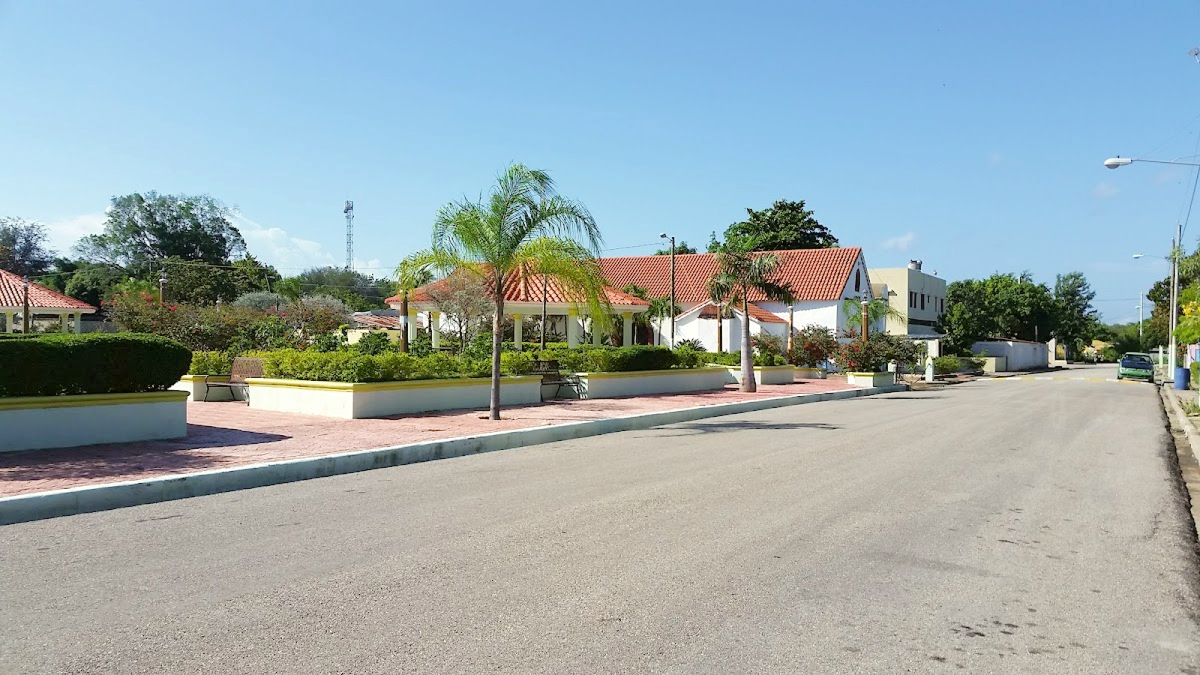
منطقهٔ مسکونی در جمهوری دومینیکن

بانیکا (به لاتین: Bánica) یک منطقهٔ مسکونی در جمهوری دومینیکن است که در استان الیاس پینیا واقع شده‌است. بانیکا ۲۶۵٫۹۸ کیلومتر مربع مساحت و ۷٬۸۵۶ نفر جمعیت دارد و ۲۸۷ متر بالاتر از سطح دریا واقع شده‌است.